# Félix Trombe
Félix Trombe (19 mars 1906 à Nogent-sur-Marne - 26 mars 1985 à Ganties, dans la Haute-Garonne,) est un chimiste, physicien et spéléologue français. Il est l'un des pionniers de l'énergie solaire en France.

## Biographie
Félix Trombe passe son enfance à Ganties, petit village de la Haute-Garonne. Il est le fils de Louis Trombe et d'Odette Rogale ; son père est directeur des thermes de Ganties et aussi maire de ce village jusqu'en 1944.

### Études et carrière professionnelle

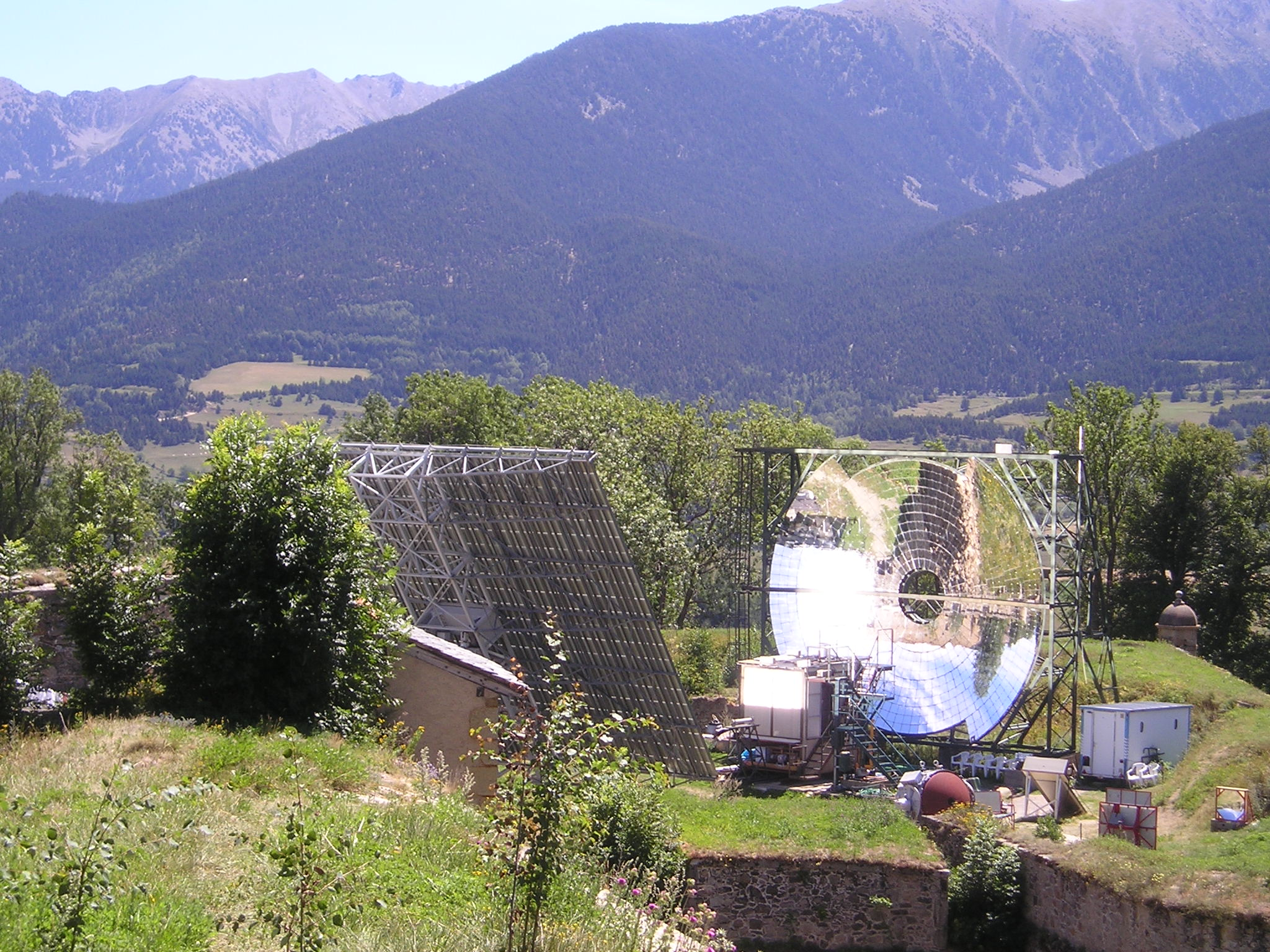
Four solaire de Mont-Louis.

Il obtient le diplôme d'ingénieur-chimiste en 1928 à l'institut de chimie de Paris, sans avoir obtenu le baccalauréat. Il soutient une thèse en 1930 sur les propriétés des métaux de la famille des lanthanides.
Il dirige ensuite pendant 24 ans (1945-1969) le laboratoire Georges-Urbain consacré à l'étude de ces métaux au Centre national de la recherche scientifique.

#### L'énergie solaire
Il est plus connu pour ses travaux sur les très hautes températures liées à l'énergie solaire.
Félix Trombe dirige en 1949 la création, à Mont-Louis, Pyrénées-Orientales, d'un prototype de four solaire d'une puissance de 50 kW, le four solaire de Mont-Louis puis du grand four de 1 000 kW d'Odeillo à Font-Romeu.

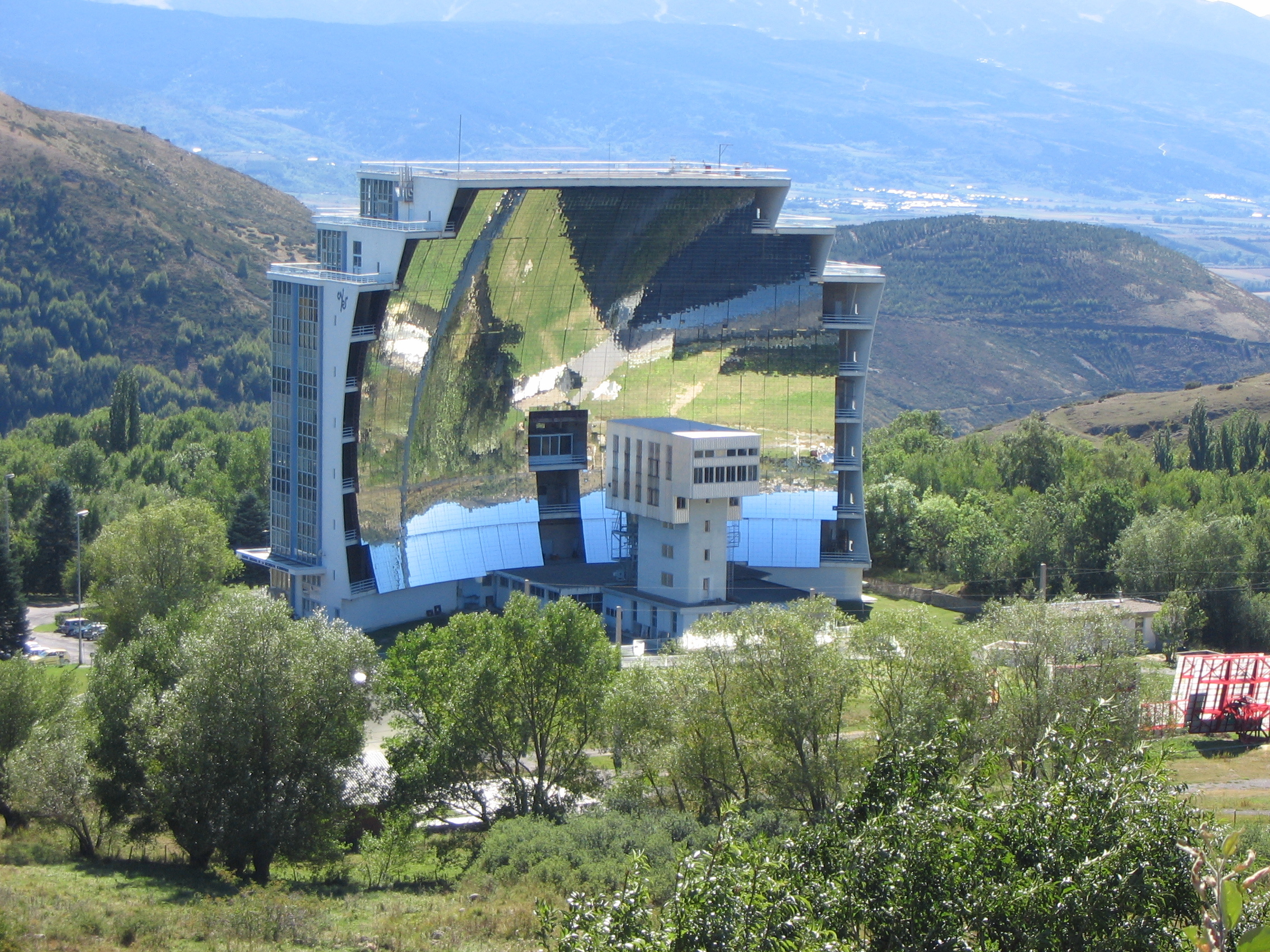
Le grand four solaire de 1 MW d'Odeillo.

Dans le cadre des économies d'énergie ou de l'aide aux pays en voie de développement, Félix Trombe étudie d'autres formes d'exploitation de l'énergie solaire passive. Il crée avec l'architecte Jacques Michel le Mur Trombe. Ce mur est composé d'un bloc de béton qui accumule le rayonnement solaire du jour et le restitue pendant la nuit.
Même après sa retraite en 1976, il assure aide et conseils à tous les pays intéressés par l'exploitation de l'énergie solaire.
L'œuvre scientifique de Félix Trombe a fait l'objet d'environ 300 publications et de nombreux contrats et brevets. En outre, Félix Trombe organisa plusieurs colloques internationaux.

### Exploitation des eaux thermales deGanties
De 1968 à 1971, Félix Trombe entreprend de grands travaux sur le captage en profondeur de la source thermale dont il est propriétaire, afin d'assurer une qualité optimale à cette eau minérale. Ces travaux seront contrôlés par le service des Mines de Toulouse.

### Action dans le cadre de la spéléologie
En 1934, Félix Trombe explore le Comminges souterrain.
En 1945, il fait partie de la commission de spéléologie dépendant du CNRS et d'une autre commission du Comité national français de géodésie et de géophysique. Il soutient Jeannel en 1948 lors de la création du Comité national de spéléologie qui deviendra la Fédération française de spéléologie. Il fait également partie de ceux qui travaillent à la création, en 1948, du laboratoire souterrain de Moulis, unité du CNRS chargée d'étudier la faune cavernicole.
Du 6 au 12 août 1947, il participe aux explorations de la rivière souterraine de Padirac avec Guy de Lavaur et son fils Géraud, Jean Lesur et Louis Conduché. Trombe équipe la vire de Joly, puis ils atteignent le Grand Chaos. Trombe analyse par la suite l'eau colorée aux résurgences de la rivière et prouve le lien entre Padirac et les résurgences sous Montvalent.
En 1947, il dirige les opérations d'exploration du gouffre de la Henne Morte (Réseau Félix Trombe) avec le soutien de militaires qui installent un câble électrique. Le 31 août, Norbert Casteret et Marcel Loubens réussissent à atteindre le fond du puits.
Le record de France de profondeur est atteint : - 446 mètres, cote ramenée à −358 m en 1971.
On donne son nom au réseau Félix Trombe qui est le plus grand complexe souterrain en France avec plus de trente-trois gouffres (57 entrées en 2019) reliés entre eux sur une dénivellation totale de - 1 001 mètres.
Du 20 juillet au 10 août 1948, il explore à nouveau la  rivière souterraine de Padirac avec l'aide de parachutistes pour acheminer 700 kg de plancher bouveté qui passait pour être indispensable au montage des tentes. Ces planchers, ralentirent lourdement l'expédition. L'année suivante, Robert de Joly démontrera en dormant tout habillé sur son canot retourné, qu'il n'y a même pas besoin de tente chauffée avec des bougies et encore moins de planches. Madame Trombe et mademoiselle Charlotte Henry de la Blanchetais feront des mesures d'ionisation et de CO2. Trombe équipe le Grand Chaos amont et aval et pousse une pointe de 1 000 m dans une galerie très belle avec de nombreux gours le plus souvent vides d'eau, de très belles concrétions et peu de difficultés, en compagnie de Clamagirand, du lieutenant de Courville et de Cioni : « arrêt sur rien ».
En 1949, il participe à nouveau à une exploration au gouffre de Padirac sous la direction de Robert de Joly avec Guy de Lavaur, Jacques Ertaud, Jean Deudon, le docteur Clamagirand, Jonquières et Bernard Pierre. Ils atteignent la confluence avec l'affluent de Joly et s'arrêtent en haut de la Cascade de l'Avenir.
Félix Trombe a été pendant 6 ans président du Spéléo-Club de Paris.

## Distinctions
- Croix de guerre 1939–1945
- Officier de la Légion d'honneur (1961). Nommé chevalier en 1947.
- Commandeur de l'ordre des Palmes académiques
- Médaille d'or des sports
- Lauréat de la Société chimique de France en 1934, de l'Académie des sciences en 1935 et 1948, de la Société de géographie en 1946 et de l'Institut de France en 1953
- de nombreux prix pour ses travaux sur l'énergie solaire dont le grand prix de l'énergie (Société générale), le grand prix scientifique de la Ville de Paris, le prix Farrington Daniels de la Solar Energy Society.

## Ouvrages spéléologiques
- Le mystère de la Henne Morte, collection Voyages et Aventures, Paris, Susse, 127p  (ISBN 2-7348-0743-2)  (EAN 9782734807438)
- Traité de Spéléologie, Paris, Payot, 376 p., 1948
- Que sais-je ? no 455 : les eaux souterraines, Presses Universitaires de France (1969) (ASIN B0000DR24K)